# Scylaticodes chilensis
Scylaticodes chilensis là một loài ruồi trong họ Asilidae. Scylaticodes chilensis được Macquart miêu tả năm 1850.